# Хирудин
Хирудин је хемијско једињење, пептид са антикоагулантним својствима, који се налази у пљувачним жлездама медицинских пијавица (попут пијавице Hirudo medicinalis). Овај пептид је од пресудног значаја за исхрану пијавица будући да спречава згрушавање крви након уједа којим пијавица пробија кожу домаћина.

## Структура
Године 1884, британски физиолог Џон Бери Хејкрафт је установио да пијавица лучи снажан антикоагуланс који је назвао хирудин, мада ово једињење није изоловано све до педесетих година прошлог века, а његова структура је у потпуности утврђена тек 1976. године. Хирудин се састоји од укупно 65 амино-киселина, од којих су поједине повезане дисулфидним везама.

## Биолошка активност
Кључни моменат у згрушавањау крви је претварање растворљивог гликопротеина фибриногена у влакнасти протеин фибрин помоћу ензима тромбина. Тромбин настаје у завршној фази згрушавања крви, дејством ензима протромбиназе. Фибрин се потом унакрсном везом спаја са фактором XIII (трансглутаминазом, ензимом који стабилизује фибрин) и формира крвни угрушак. Главни инхибитор тромбина приликом нормалне циркулације крви је антитромбин III. На сличан начин, антикоагулантна хемијска активност хирудина заснива се на способности овог пептида да инхибира коагулантно дејство тромбина.
Хирудин је најснажнији природни инхибитор тромбина. За разлику од антитромбина , хирудин се везује за оне делове тромбина који утичу на претварање фибриногена у фибрин и на тај начин спречава формирање крвних угрушака (тј. понаша се као тромболитик). Из тог разлога хирудин има терапеутски значај у лечењу поремећаја у згрушавању крви, у лечењу кожних хематома и површинских проширених вена, било у виду креме која се наноси на кожу или средства које се убризгава у виду инјекција. По неким својствима хирудин има предност над другим антикоагулантима и тромболитицима, попут хепарина, јер не утиче на биолошку активност других протеина у крвном серуму, а има дејство и на мултипротеинске комплексе који садрже тромбин.
Будући да је тешко прибавити веће количине хирудина из природних извора, развијена је метода производње и пречишћавања овог протеина помоћу рекомбинантне биотехнологије. На тај начин се производе бројни фармацеутски производи на бази хирудина, попут Лепирудина (Refludan), хирудина добијеног из гљивица из рода Hansenula (Thrombexx, Extrauma), Дезидурина (Revasc/Iprivask) и неколицине других директних инхибитора тромбина који се добијају хемијском деривацијом хирудина.